# Bélgica en los Juegos Mundiales de Breslavia 2017
Bélgica fue uno de los 102 países que participaron en los Juegos Mundiales de 2017 celebrados en Breslavia, Polonia.
La delegación de Bélgica estuvo compuesta por un total de 65 deportistas, que participaron en 13 deportes.
Los atletas de Bélgica ganaron un total de 25 medallas, 7 de oro, 9 de plata y 8 de bronce, con lo que ocuparon la posición nueve del medallero general.
Fue la primera vez que Bélgica se colocó en el top 10 del medallero desde Lahti 1997, y la mejor actuación del país europeo en toda su historia justo cuatro años después de que en Cali 2013 terminaran con su peor participación al ganar sólo una medalla de oro.
| Oro | Plata | Bronce |
| --- | ----- | ------ |
| 7   | 9     | 8      |

## Delegación

### Billar
| Deportista   | Prueba                | Octavos de final | Octavos de final | Cuartos de final | Cuartos de final | Semifinal | Semifinal | Final / Tercer puesto | Final / Tercer puesto | Posición  |
| Deportista   | Prueba                | Oponente         | Resultado        | Oponente         | Resultado        | Oponente  | Resultado | Oponente              | Resultado             | Posición  |
| ------------ | --------------------- | ---------------- | ---------------- | ---------------- | ---------------- | --------- | --------- | --------------------- | --------------------- | --------- |
| Masculino    |                       |                  |                  |                  |                  |           |           |                       |                       |           |
| Eddy Leppens | Carambola tres bandas | # Can Capak      | 40:27            | # Dick Jaspers   | 24:40            | Eliminado | Eliminado | Eliminado             | Eliminado             | Eliminado |
| Mixto        |                       |                  |                  |                  |                  |           |           |                       |                       |           |
| Wendy Jans   | Snooker mixto         | # Declan Brennan | 1:3              | Eliminada        | Eliminada        | Eliminada | Eliminada | Eliminada             | Eliminada             | Eliminada |

### Bochas
| Femenil                             |                      |    |   |                                                                     |       |                                                      |            |                                                |            |                  |
| Camille Max                         | Petanca de precisión | 69 | 5 | -                                                                   | -     | eliminada                                            | eliminada  | eliminada                                      | eliminada  | 5                |
| Camille Max y Nancy Barzin          | Petanca doble        | –  | – | # Anna Szubielska y Agniezka Kupiec                                 | 13:2  | # Vonifanja Rakotoalijohn y Ifidimalala Razanapanala | 13:10      | # Nantawan Fueangsanit y Phatinpha Woongchuvej | 1:13       | Medalla de plata |
| Camille Max y Nancy Barzin          | Petanca doble        | –  | – | # Nantawan Fueangsanit y Phatinpha Woongchuvej                      | 5:13  | # Vonifanja Rakotoalijohn y Ifidimalala Razanapanala | 13:10      | # Nantawan Fueangsanit y Phatinpha Woongchuvej | 1:13       | Medalla de plata |
| Camille Max y Nancy Barzin          | Petanca doble        | –  | – | # Lili Chao y Gujin Chao                                            | 13:4  | # Vonifanja Rakotoalijohn y Ifidimalala Razanapanala | 13:10      | # Nantawan Fueangsanit y Phatinpha Woongchuvej | 1:13       | Medalla de plata |
| Varonil                             |                      |    |   |                                                                     |       |                                                      |            |                                                |            |                  |
| Claudy Weibel                       | Petanca de precisión | 56 | 2 | –                                                                   | –     | # Thanakorn Sangkaew                                 | 42:58      | # Diego Rizzi                                  | 39:45      | 4                |
| Claudy Weibel y Andre Marcel Lozano | Petanca doble        | –  | – | # Jędrzej Sliz y Andrzej Sliz                                       | 12:13 | eliminados                                           | eliminados | eliminados                                     | eliminados | eliminados       |
| Claudy Weibel y Andre Marcel Lozano | Petanca doble        | –  | – | # Tafita Angello Mickael Andriamahandry y Limsoon Solo Rasamimanana | 6:13  | eliminados                                           | eliminados | eliminados                                     | eliminados | eliminados       |
| Claudy Weibel y Andre Marcel Lozano | Petanca doble        | –  | – | -                                                                   |       | eliminados                                           | eliminados | eliminados                                     | eliminados | eliminados       |

### Esquí acuático
| Varonil          |         |               |   |               |           |                   |
| Olivier Fortamps | Figuras | 7800          | 8 | 9520          | 2         | Medalla de plata  |
| Femenil          |         |               |   |               |           |                   |
| Kate Adriansen   | Slalom  | 0,00/55/13.00 | 2 | 5.00/55/12.00 | 3         | Medalla de bronce |
| Kate Adriansen   | Figuras | 4140          | 8 | eliminada     | eliminada | eliminada         |

### Gimnasia

#### Acrobática
| Atletas                               | Categoría | Calificación | Calificación | Final  | Final    | Posición          |
| Atletas                               | Categoría | Puntos       | Posición     | Puntos | Posición | Posición          |
| ------------------------------------- | --------- | ------------ | ------------ | ------ | -------- | ----------------- |
| Femenil                               |           |              |              |        |          |                   |
| Lore Vanden Berghe y Noemie Lammertyn | Parejas   | 57.630       | 2            | 28.510 | 2        | Medalla de plata  |
| Varonil                               |           |              |              |        |          |                   |
| Kilian Goffaux y Robin Casse          | Parejas   | 56.740       | 1            | 28.550 | 3        | Medalla de bronce |

#### Trampolín
| Femenil         |          |        |   |        |   |   |
| Tachina Peeters | Tumbling | 64.000 | 6 | 69.200 | 4 | 4 |

### Juego de la soga
| Categoría      | Exterior varonil 700 kg |
| -------------- | --- |
| Atletas        | Willy Janssens Andreas van de Perre Raf Mertens Lef Smets Dirk Vosters Luc Mertens Jan Hendrickx Wim De Schutter Joris Vermeiren Wim Broeckx Johny Schuermans Olivier Fortamps |
| Fase de grupos | # 0:3 # 0:3 # 1:1 # 0:3 # 3:0 |
| Semifinal      | # 0:3 |
| Tercer puesto  | # 0:3 |
| Posición       | 4 |

### Ju-Jitsu
| Atletas | Competencia     | Ronda preliminar                         | Ronda preliminar | Ronda preliminar                  | Ronda preliminar | Octavos de final | Octavos de final | Cuartos de final     | Cuartos de final | Semifinal                                 | Semifinal  | Final / Tercer puesto                    | Final / Tercer puesto | Posición          |
| Atletas | Competencia     | Oponente                                 | Resultado        | Oponente                          | Resultado        | Oponente         | Resultado        | Oponente             | Resultado        | Oponente                                  | Resultado  | Oponente                                 | Resultado             | Posición          |
| --- | --------------- | ---------------------------------------- | ---------------- | --------------------------------- | ---------------- | ---------------- | ---------------- | -------------------- | ---------------- | ----------------------------------------- | ---------- | ---------------------------------------- | --------------------- | ----------------- |
| Femenil |                 |                                          |                  |                                   |                  |                  |                  |                      |                  |                                           |            |                                          |                       |                   |
| Amal Amjahid                                                                                                   | 55 kg. Ne Waza  | # Bayarmaa Munkhgerel                    | 100:0            | # Magdalena Giec                  | 100:0            | -                | -                | -                    | -                | # Sandra Ximena Pedraza                   | 100:0      | # Bayarmaa Munkhgerel                    | 100:0                 | Medalla de oro    |
| Amal Amjahid                                                                                                   | Ne Waza abierto | -                                        | -                | -                                 | -                | -                | -                | -                    | -                | # Chloe Claude Laurence Lalande           | 99:0       | # Luma Hatem Sharif Alqubaj              | 1:0                   | Medalla de oro    |
| Varonil |                 |                                          |                  |                                   |                  |                  |                  |                      |                  |                                           |            |                                          |                       |                   |
| Louis Cloots                                                                                                   | Combate 62 kg.  | # Bohdan Mochulskyi                      | 10:11            | # Radoslav Markov                 | 50:0             | -                | -                | -                    | -                | # Jairo Alejandro Viviescas Ortiz         | 7:9        | # Roman Apolonov                         | 8:10                  | 4                 |
| Ivan Salvatore Liga                                                                                            | 69 kg. Ne Waza  | -                                        | -                | -                                 | -                | -                | -                | # Zainutdin Zainukov | 2:100            | eliminado                                 | eliminado  | eliminado                                | eliminado             | eliminado         |
| Ivan Salvatore Liga                                                                                            | 69 kg. Ne Waza  | -                                        | -                | -                                 | -                | -                | -                | # Daniel Hilal       | 2:100            | eliminado                                 | eliminado  | eliminado                                | eliminado             | eliminado         |
| Wim Deputter                                                                                                   | 77 kg. Ne Waza  | # Ilke Kubilay Bulut                     | 0:2              | # Dinu Bucalet                    | 2:0              | -                | -                | -                    | -                | # Maciej Kozak                            | 1:0        | # Ilke Kubilay Bulut                     | 2:12                  | Medalla de plata  |
| Wim Deputter                                                                                                   | Ne Waza Abierto | -                                        | -                | -                                 | -                | -                | -                | # Maciej Kozak       | 6:4              | # Kristof Szucs                           | 0:99       | # Seif Eddine Houmine                    | 0:3                   | 4                 |
| Florent Minguet                                                                                                | 94 kg. Ne Waza  | # Malte Meinken                          | 5:2              | # Max Hederström                  | 0:3              | -                | -                | -                    | -                | # Kristof Szucs                           | 0:7        | # Max Hederström                         | 4:0                   | Medalla de bronce |
| Florent Minguet                                                                                                | Ne Waza Abierto | -                                        | -                | -                                 | -                | -                | -                | # Faisal Alketbi     | 0:3              | eliminado                                 | eliminado  | eliminado                                | eliminado             | eliminado         |
| Bjarne Lardon y Ben Jon Cloostermans                                                                           | Duo             | # Sebastian Vosta / Nicolaus Bichler     | 89:93            | # Abu Hurrara / Muhammad Ammar    | 92:85,5          | -                | -                | -                    | -                | # Ruben Assmann / Marnix Bunnik           | 92:95,5    | # Vuk Dragutinovic / Stefan Vukotic      | 96:94,5               | Medalla de bronce |
| Mixto |                 |                                          |                  |                                   |                  |                  |                  |                      |                  |                                           |            |                                          |                       |                   |
| Ian Rudy Lodens y Charis Jessy Gravensteyn                                                                     | Duo mixto       | # Sofia Anna Hokl y Thomas Schonenberger | 94:93            | # Andrea Gruber y Philippe Bleyer | 92.5:88          | -                | -                | -                    | -                | # Julia Paszkiewicz y Johannes Tourbeslis | 92:93      | # Sofia Anna Hokl y Thomas Schonenberger | 97:94.5               | Medalla de bronce |
| Louis Cloots Amal Amjahid Ben Jos Cloostermans Wim Deputter Charis Gravensteyn Bjarne Lardon y Florent Minguet | Equipos mixtos  | -                                        | -                | -                                 | -                | -                | -                | # Países Bajos       | 3:4              | Eliminados                                | Eliminados | Eliminados                               | Eliminados            | Eliminados        |

### Korfbal
| Categoría      | Mixto |
| -------------- | --- |
| Plantel        | Nick Janssens Zahra Verhoeven Yani Janssen Jesse De Bremaeker Patty Peeters David Peeters Julie Caluwe Shiara Driesen JAri Hardies Jarni Amorgaste Brent Struyf Saar Seys Stephanie Versele Karen van Camp |
| Fase de grupos | # 26:8 # 16:24 # 36:13 |
| Semifinal      | # 18:22 |
| Final          | # 24:9 |
| Posición       | Medalla de bronce |

### Orientación
| Masculino        |                 |              |                  |
| Yannick Michiels | Sprint          | 14:42,80 min | Medalla de plata |
| Yannick Michiels | Media distancia | 39:40,00 min | 22               |

### Patinaje sobre ruedas

#### Pista
| Atleta       | Categoría                      | Clasificación | Clasificación | Cuartos de final | Cuartos de final | Semifinal    | Semifinal | Final          | Final          | Posición          |
| Atleta       | Categoría                      | Tiempo        | Posición      | Tiempo           | Posición         | Tiempo       | Posición  | Tiempo/Puntos  | Posición       | Posición          |
| ------------ | ------------------------------ | ------------- | ------------- | ---------------- | ---------------- | ------------ | --------- | -------------- | -------------- | ----------------- |
| Femenil      |                                |               |               |                  |                  |              |           |                |                |                   |
| Sandrine Tas | Contrarreloj 300 m.            | 26,904 s      | 3             | –                | –                | –            | –         | 26,544 s       | 3              | Medalla de bronce |
| Anke Vos     | 500 m Sprint                   | –             | –             | 44,602 s         | 3                | eliminada    | eliminada | eliminada      | eliminada      | eliminada         |
| Sandrine Tas | 1000 m Sprint                  | –             | –             | 1:28,739 min     | 1                | 1:29,393 min | 2         | 1:31,618 min   | 1              | Medalla de oro    |
| Anke Vos     | 1000 m Sprint                  | –             | –             | 1:29,276 min     | 5                | 1:29,803 min | 4         | 1:32,055 min   | 4              | 4                 |
| Sandrine Tas | eliminación por puntos 10000 m | –             | –             | –                | –                | –            | –         | 15 Puntos      | 2              | Medalla de plata  |
| Anke Vos     | eliminación por puntos 10000 m | –             | –             | –                | –                | –            | –         | no se presentó | no se presentó | no se presentó    |
| Sandrine Tas | 15000 m eliminación            | –             | –             | –                | –                | –            | –         | 26:25,550 min  | 2              | Medalla de plata  |
| Anke Vos     | 15000 m eliminación            | –             | –             | –                | –                | –            | –         | eliminada      | eliminada      | eliminada         |
| Varonil      |                                |               |               |                  |                  |              |           |                |                |                   |
| Bart Swings  | 1000 m Sprint                  | –             | –             | 1:22,449 min     | 1                | 1:22,371 min | 4         | 1:24,090 min   | 2              | Medalla de plata  |
| Bart Swings  | eliminación por puntos 10000 m | –             | –             | –                | –                | –            | –         | 0 Puntos       | eliminado      | eliminado         |
| Bart Swings  | 15000 m eliminación            | –             | –             | –                | –                | –            | –         | eliminado      | eliminado      | eliminado         |

#### Calle
| Atleta          | Categoría                      | Clasificación  | Clasificación  | Cuartos de final | Cuartos de final | Semifinal      | Semifinal      | Final          | Final          | Posición         |
| Atleta          | Categoría                      | Tiempo         | Posición       | Tiempo           | Posición         | Tiempo         | Posición       | Tiempo/Puntos  | Posición       | Posición         |
| --------------- | ------------------------------ | -------------- | -------------- | ---------------- | ---------------- | -------------- | -------------- | -------------- | -------------- | ---------------- |
| Femenil         |                                |                |                |                  |                  |                |                |                |                |                  |
| Sandrine Tas    | 200 m contrarreloj             | 19,343 s       | 3              | –                | –                | –              | –              | 19,657 s       | 12             | 12               |
| Sandrine Tas    | 500 m Sprint                   | no se presentó | no se presentó | no se presentó   | no se presentó   | no se presentó | no se presentó | no se presentó | no se presentó | no se presentó   |
| Stien Vanhoutte | 500 m Sprint                   | 53,530 s       | 1              | 47,996 s         | 4                | eliminada      | eliminada      | eliminada      | eliminada      | eliminada        |
| Anke Vos        | 500 m Sprint                   | 57,041 s       | 1              | 47,574 s         | 2                | 46,661 s       | 4              | eliminada      | eliminada      | eliminada        |
| Sandrine Tas    | eliminación por puntos 10000 m | –              | –              | –                | –                | –              | –              | 11 Puntos      | 2              | Medalla de plata |
| Stien Vanhoutte | eliminación por puntos 10000 m | –              | –              | –                | –                | –              | –              | 0 Puntos       | 22             | 22               |
| Anke Vos        | eliminación por puntos 10000 m | –              | –              | –                | –                | –              | –              | 0 Puntos       | no terminó     | no terminó       |
| Sandrine Tas    | 20000 m eliminación            | –              | –              | –                | –                | –              | –              | 33:03,911 min  | 2              | Medalla de plata |
| Stien Vanhoutte | 20000 m eliminación            | –              | –              | –                | –                | –              | –              | eliminada      | eliminada      | eliminada        |
| Varonil         |                                |                |                |                  |                  |                |                |                |                |                  |
| Bart Swings     | 500 m Sprint                   | no se presentó | no se presentó | no se presentó   | no se presentó   | no se presentó | no se presentó | no se presentó | no se presentó | no se presentó   |
| Bart Swings     | eliminación por puntos 10000 m | –              | –              | –                | –                | –              | –              | 13 Puntos      | 1              | Medalla de oro   |
| Bart Swings     | 20000 m eliminación            | –              | –              | –                | –                | –              | –              | 28:21,998 min  | 1              | Medalla de oro   |

### Salvamento
| Atleta | Categoría                         | Preliminares  | Preliminares  | Final       | Final      | Posición       |
| Atleta | Categoría                         | Tiempo        | Posición      | Tiempo      | Posición   | Posición       |
| --- | --------------------------------- | ------------- | ------------- | ----------- | ---------- | -------------- |
| Femenil |                                   |               |               |             |            |                |
| Bieke Vandenabeele                                                                                           | 50 m con maniquí                  | 36,45 s       | 4             | 38,79 s     | 7          | 7              |
| Aurelie Romanini                                                                                             | 100 m con aletas cargando maniquí | descalificada | descalificada | eliminada   | eliminada  | eliminada      |
| Nele Vanbuel                                                                                                 | 100 m con aletas cargando maniquí | 1:05,93 min   | 18            | eliminada   | eliminada  | eliminada      |
| Sofie Boogaerts                                                                                              | 100 m con aletas y maniquí        | 1:04,66 min   | 13            | eliminada   | eliminada  | eliminada      |
| Nele Vanbuel                                                                                                 | 100 m con aletas jalando maniquí  | 1:03,38 min   | 11            | eliminada   | eliminada  | eliminada      |
| Stefanie Lindekens                                                                                           | 200 m con obstáculos              | 2:24,10 min   | 20            | eliminada   | eliminada  | eliminada      |
| Aurelie Romanini                                                                                             | 200 m con obstáculos              | 2:22,52 min   | 19            | eliminada   | eliminada  | eliminada      |
| Sofie Boogaerts                                                                                              | 200 m Súper salvavidas            | 2:38,63 min   | 16            | eliminada   | eliminada  | eliminada      |
| Nele Vanbuel                                                                                                 | 200 m Súper salvavidas            | 2:39,27 min   | 20            | eliminada   | eliminada  | eliminada      |
| Aurélie Romanini Stefanie Lindekens (im Vorlauf) Sofie Boogaerts Bieke Vandenabeele Nele Vanbuel (im Finale) | relevos 4 x 25 m con maniquí      | 1:21,48 min   | 1             | 1:19,69 min | 1          | Medalla de oro |
| Aurélie Romanini Stefanie Lindekens Sofie Boogaerts Bieke Vandenabeele                                       | relevos 4 × 50 m con obstáculos   | 1:57,22 min   | 9             | eliminadas  | eliminadas | eliminadas     |
| Aurélie Romanini Nele Vanbuel Sofie Boogaerts Bieke Vandenabeele                                             | relevos 4 × 50 m combinados       | 1:46,82 min   | 9             | eliminadas  | eliminadas | eliminadas     |
| Varonil |                                   |               |               |             |            |                |
| Joni Ceusters                                                                                                | 50 m cargando maniquí             | 31,25 s       | 11            | eliminado   | eliminado  | eliminado      |
| Pierre-Yves Romanini                                                                                         | 50 m cargando maniquí             | 31,54 s       | 13            | eliminado   | eliminado  | eliminado      |
| Lenz Bolkmans                                                                                                | 100 m con aletas cargando maniquí | 51,58 s       | 17            | eliminado   | eliminado  | eliminado      |
| Joni Ceusters                                                                                                | 100 m con aletas cargando maniquí | 50,93 s       | 16            | eliminado   | eliminado  | eliminado      |
| Lenz Bolkmans                                                                                                | 100 m con aletas jalando maniquí  | 56,51 s       | 13            | eliminado   | eliminado  | eliminado      |
| Joni Ceusters                                                                                                | 100 m con aletas jalando maniquí  | 56,67 s       | 15            | eliminado   | eliminado  | eliminado      |
| Wouter Baelus                                                                                                | 200 m con obstáculos              | 2:10,26 min   | 17            | eliminado   | eliminado  | eliminado      |
| Raf Montald                                                                                                  | 200 m con obstáculos              | 2:34,46 min   | 20            | eliminado   | eliminado  | eliminado      |
| Wouter Baelus                                                                                                | 200 m Súper salvavidas            | 2:15,64 min   | 12            | eliminado   | eliminado  | eliminado      |
| Lenz Bolkmans                                                                                                | 200 m Súper salvavidas            | 2:24,41 min   | 19            | eliminado   | eliminado  | eliminado      |
| Joni Ceusters Pierre-Yves Romanini Lenz Bolkmans Wouter Baelus                                               | Relevos 4 x 25 m con maniquí      | 1:08,97 min   | 5             | 1:09,36 min | 7          | 7              |
| Joni Ceusters Pierre-Yves Romanini Lenz Bolkmans Wouter Baelus                                               | Relevos 4 × 50 m con obstáculos   | 1:43,21 min   | 8             | 1:42,61 min | 7          | 7              |
| Joni Ceusters Pierre-Yves Romanini Lenz Bolkmans Wouter Baelus                                               | Relevos 4 × 50 m combinado        | 1:33,94 min   | 9             | eliminados  | eliminados | eliminados     |

### Squash
| Femenil    |                  |     |                |     |                |     |           |           |           |           |           |
| Nele Gilis | Magda Kaminska # | 3:0 | Tamika Saxby # | 3:0 | Nicole Davis # | 0:3 | eliminada | eliminada | eliminada | eliminada | eliminada |

### Tiro con arco
| Femenil       |                      |     |   |                       |       |                  |           |                        |           |           |           |           |           |           |           |
| Zoe Gobbels   | Recurvo individual   | 316 | 9 | # Jindriska Vaneckova | 76:78 | Eliminada        | Eliminada | Eliminada              | Eliminada | Eliminada | Eliminada | Eliminada | Eliminada | Eliminada | Eliminada |
| Sarah Prieels | Compuesto individual | 697 | 5 | -                     | -     | # Mariya Shkolna | 146:144   | # Aleksandra Savenkova | 145:145   | Eliminada | Eliminada | Eliminada | Eliminada | Eliminada |           |